# Eleccions presidencials ruandeses de 1978
Les eleccions presidencials ruandeses de 1978 van tenir lloc a Ruanda el 24 de desembre de 1978, una setmana després que la nova constitució del país fos aprovada en un  refèrendum. La constitució havia convertit el país en un sistema unipartidista amb el Moviment Republicà Nacional per la Democràcia i el Desenvolupament com a únic partit legal. El seu líder, el president Juvénal Habyarimana que havia assolit el poder en un cop d'estat el 1973, era l'únic candidat. Els resultats van mostrar el 99% dels vots a favor de la seva candidatura.

## Resultats
| Elecció                           | Vots | %     |
| --------------------------------- | ---- | ----- |
| A favor                           |      | 98,99 |
| En contra                         |      | 1,01  |
| Total                             |      | 100   |
| Total: African Elections Database |      |       |